# Bernd Raue
Bernd „Atze“ Raue (* 8. Dezember 1948 in Berlin) ist ein ehemaliger ostdeutscher Tischtennisspieler und -trainer. Er gewann in den 1970er und 1980er Jahren zahlreiche Titel bei DDR-Meisterschaften und erzielte bei internationalen Turnieren im Ostblock Erfolge über Welt- und Europaranglistenspieler.

## Werdegang
Der Abwehrspieler Bernd Raue spielte von 1965 bis 1968 beim Verein Berliner TSC und danach zusammen mit seinem älteren Bruder Ronald bei BSG Außenhandel Berlin. Mit dessen Herrenmannschaft wurde er von 1970 bis 1982 – mit Ausnahme von 1976 – DDR-Meister. Lediglich 1976 holte BSG Stahl Finow den Titel. 1984 wechselte er zu Post Berlin.
Bei den Individualmeisterschaften der DDR errang er insgesamt 17 Titel:
- Vier im Einzel: 1972, 1973, 1975, 1977
- Acht im Doppel: 1973 (mit Ronald Raue), 1975 (mit Peter Fähnrich), 1978, 1979, 1980, 1981, 1982 (mit Dieter Stöckel), 1984 (mit Mike Scheweleit)
- Fünf im Mixed: 1971, 1973, 1976 (mit Gabriele Geißler), 1981 (mit Rita Schröder), 1982 (mit Anka Schöler)

1975 führte er die DTTV-Rangliste an.
International kam Raue bei Internationalen Meisterschaften in Staaten des Ostblocks sowie in Schweden, Finnland und Jugoslawien zum Einsatz. Für Europameisterschaften wurde er nicht nominiert.
Er war für die Weltmeisterschaften 1969 in München nominiert. Diese Nominierung wurde für den gesamten Herrenkader vom DTTV der DDR kurzfristig zurückgezogen. Der DTTV nahm mit einer Damenmannschaft an den Wettbewerben teil.
Am 1. September 1975 wurde Bernd Raue Trainer des DDR-Tischtennisverbandes.
Im September 1987 besuchte Raue Verwandte in der Bundesrepublik und kehrte nicht mehr in die DDR zurück. Er schloss sich zunächst dem Bundesligaverein Spvg Steinhagen an und wirkte hier als Trainer. 1990 wechselte er zu DJK Rheintreu Bockum (heute TSV Bockum), dessen Herrenmannschaft damals in der Bezirksklasse antrat und später in der Verbands-, Oberliga und zwei Jahre 2. Bundesliga spielte und die 1992, 1995 und 1999 deutscher Mannschafts-Seniorenmeister wurde. In Bockum spielt Raue noch heute (2021).
2000 wurde er deutscher Seniorenmeister in der Altersklasse Ü50. In den 1990er Jahren wirkte er zeitweise als Trainer im Deutschen Tischtennis-Zentrum DTTZ in Heidelberg.

## Privat
Raue ist Diplom-Sportlehrer. Er ist verheiratet mit der Willicher Dipl.Sportlehrerin und ehem. Deutsche Meisterin im Schwimmen, Iris Pempelfort.